# Regata del Río Negro
De Regata del Río Negro is de langste kajak-wedstrijd ter wereld. Hij vindt plaats op de Río Negro in Argentinië.
De wedstrijd vindt plaats over 6 etappes en 8 dagen (2 rustdagen).

## Categorieën
- K1 mannen Senior
- K2 mannen Senior
- K2 mannen Junior (17 tot 20 jaar)
- K2 vrouwen Senior
- K1 mannen Maxi (ouder dan 36 jaar)
- K2 mannen Maxi
- Touring (recreatie-categorie)